# Régi Fóti út
A Régi Fóti út, illetve az abból 2000-ben leválasztott és átnevezett szakasz, a Külső Fóti út Budapest XV. kerületében, Rákospalotán húzódik. A fővárosból kivezető útszakaszok egyike, része az országos közúthálózatnak 2102-es útszámozással.

## Nyomvonala
Az út Fót és Budapest határvonala (Csömöri-patak) és a Szentmihályi út között húzódik. 2000 előtt a teljes útszakaszt Régi Fóti útnak hívták. 2000-ben Szilas-pataknál kettéosztották az utat oly módon, hogy a Szentmihályi út felé eső szakasz neve Régi Fóti út maradt, a városhatár felé haladó részét azonban Külső Fóti útnak nevezték el.

## Története
A régi Fóti út – korábbi nevén egyszerűen csak Fóti út – Rákospalota egyik legrégebbi, lényegében máig közel azonos nyomvonalon haladó országútja, ami a települést Fóttal kötötte össze. Fót azért volt jelentős Palota életében, mert a jobbágyfelszabadításig, illetve az úrbéri perek lezárultáig a település mindenkori földesurának az uradalmi székhelye Fóton volt. Az út kialakulását, létrejöttét nem tudjuk konkrét dátumhoz kötni, legkorábbi ábrázolása az 1775-ös Pest környékének felmérése című (eredetileg német nyelvű) térképén található, de minden bizonnyal már ezt megelőzően is használták. Ezt támasztja alá, hogy Rákospalota nevének Palota formában történő első írásos említése egy birtokper kapcsán 1346-ban született oklevélben történik, s itt egy vitás földterület határát a Fót faluról Palotára vezető út mellett jelölik ki. Vagyis a két községet összekötő út 1346-ban már létezett – még ha nyomvonaláról nincs is információnk.
Az biztos, hogy az említett 1775-ös térképen már a maival egyező vonalon halad az út, és a megye úthálózatának 1874-es állapotát mutató térképen is a jelenlegi helyén mutatkozik, mint az Újpesttől Gödöllőig tartó országút rákospalotai nyomvonalának egy szakasza. Ez az Újpest-Fót-gödöllői törvényhatósági közút, mely 1934-ben a 201-es számot kapta, a rákospalotai Fő út – Kossuth utca – (Régi) Fóti út nyomvonalon érte el Fót határát. Az út száma az 1950-es években 26-osra változott, ma pedig 2102-es útként tartják nyilván.

## Elnevezése
Mint az út keletkezését, úgy nevének kialakulását sem tudjuk konkrét időponthoz kötni. Kézenfekvőnek, de bizonyíthatatlannak tűnik, hogy az útvonal első, 1346-os említésekor már így, vagy hasonlóképpen (pl.: Fótra vezető út) hívták. Nagy-Budapest 1950-es létrehozását követően – a szomszédos IV. kerületi Fóti úttal való névazonosság miatt a Fővárosi Tanács szorgalmazta, hogy a rákospalotai Fóti út neve változzék meg. Több forduló után döntöttek úgy 1954-ben, hogy nevét megőrizheti ugyan, de csak a Régi előtag hozzátoldásával, vagyis Régi Fóti út formában. Ebből következik, hogy a közterület mai nevének leírása során megőrizte a korábbi formát is, vagyis a néhol előforduló egybeírt Régifóti út, vagy kisbetűs Régi fóti út alakok hibásak.
A kerület sajátos házszámozási szisztémájából adódik, hogy a Régi Fóti és a Külső Fóti út házszámozása is egy ponton: a Szilas-pataknál kezdődik, és egymástól ellentartva növekednek: a Régi Fóti út nagy számai a Szentmihályi útnál, a Külső Fóti úté pedig a városhatárnál keresendők.

## Közlekedés
A Régi Fóti út – mint a kialakulásáról szóló bekezdésben olvasható – az országos közúthálózat része, az Újpest-Fót-Veresegyház-Galgamácsa között haladó 2102-es számú út fővárosi szakaszának egy része.
A Régi Fóti úton haladnak Fót irányába a Volánbusz járatai, ezen kívül különböző hosszúságú szakaszon találkozhatunk az 5-ös, 104-es, 104A, 204-es, 231-es és 231B járatokkal is.

## Jelentős szobrok, épületek

### Külső Fóti út

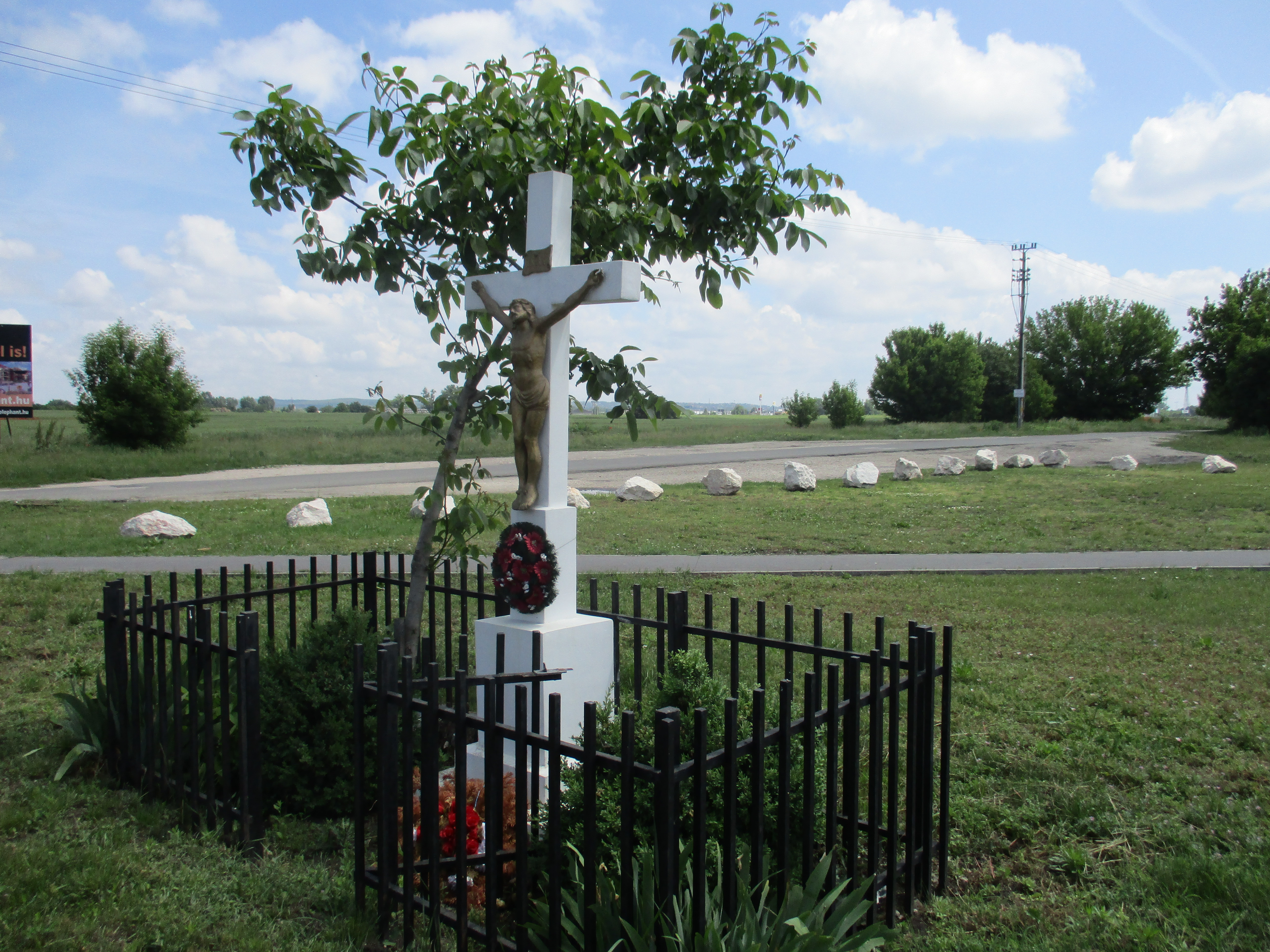
Kőkereszt a Külső Fóti úton

- 1. sz. A Szilas-patakon túl, a Lidl áruház telkén áll egy régi kőkereszt, rajta a megfeszített Jézus. Az útmenti kereszt felállításának dátumát nem ismerjük, feltehetően a XIX. században került mai helyére. Lotz Károly festő  A rákospalotai híd és környéke, mosó asszonyok és fürdő gyerekek című, 1879-ben alkotott festményén a rákospalotaiak hite szerint a Régi Fóti út, és a patak felett átívelő híd látható,[8] de ezen a képen a kereszt még nem látható.

### Régi Fóti út
- 42. sz. Jellegzetes palotai parasztház kivételesen ép és szép példája. Egyablakos, oromfalas, az útra merőlegesen álló homlokzattal, deszkakerítéssel. Feltételezhető építési éve: 1860.[9]
- 68-68. sz. Ezen telkeken (a Szentmihályi út mentén) terült el a Rákospalotai Öregtemető, mely 1843-1909 között működött. A temetőt az 1904-ben nyitott Rákospalotai köztemető megnyitását követően zárták be, és az 1940-es évek második felében úgy számolták fel, hogy sem leírás, sem fénykép nem készült róla, a sírok és síremlékek közül sokat egyszerűen kiforgattak a földből.[10]
- 73. sz. (Cserba Elemér út 1.) Az Evangélikus nagytemplomot a közeli Juhos utcai templomot kinőtt gyülekezet építtette 1936-41 között, terveit László György és Szalkay Jenő készítette.
- 75. sz. A református imaház épülete. Épült 1927-ben, tervezője a holland származású, de budafoki A. J. van Beek (Van Beek János), kivitelezőként általában Feith Mihály van megadva, de nem kizárt, hogy Feith Gábor végezte az építést.[11] Az imaház körül található egyéb épületek 1928-ra készültek el, ezek egyike a 198. sz. Pál evangéliumi cserkészcsapat otthona.
- 77. sz. A Rákospalotai zsinagóga épülete 1927-re készült el, tervezője Feith Mihály, kivitelezője Feith Gábor volt. A rákospalotai hitközség 1950-ben beolvadt az újpestibe, ezt követően a zsinagóga épületét könyvraktározásra, restaurálásra használták, az 1980-as évek közepén az OSZK megvásárolta.[12]